# Siegfried Aram
Siegfried Aram (eigentlich Abraham, * 28. Mai 1891 in Heilbronn; † 1978 in New York) war ein deutscher Jurist, Kulturpolitiker, Kunstsammler und Kunsthändler.

## Leben
Siegfried Aram war ein Sohn des Kaufmanns Sigmund Abraham und der Thekla, geb. Grünwald. Sein Großvater mütterlicherseits war der Kaufmann Adolf oder Adolph Grünwald, der sich, nachdem er zu Beginn der 1860er Jahre aus Amerika zurückgekehrt war, 1893 mit Sigmund Abraham als Teilhaber zusammentat. Sigmund Abraham, der schon bei Grünwald seine Lehrzeit absolviert hatte, wurde schließlich Inhaber der Firma Adolf Grünwald, die nach den Adressen Kieselmarkt 3 und Lixstraße 12 in der Kaiserstraße 27 ansässig war. 
Sein Sohn Siegfried absolvierte in seiner Geburtsstadt das Realgymnasium und wurde nach Abschluss seines Jurastudiums Referendar am Landgericht. Als Gerichtsassessor war er in Stuttgart beschäftigt. Danach ließ er sich als Rechtsanwalt am Oberlandesgericht nieder. Aram wurde damals Mitbegründer und Herausgeber der Zeitschrift Das Gelbe Blatt. Er trat für die Gründung einer Volkshochschule und einer Wanderbühne ein, woraus sich schließlich die Gründung der Schwäbischen Landesbühne entwickelte. Zu seinem Freundeskreis gehörten Hans Hildebrandt, Oskar Schlemmer, Willi Baumeister und Rudolf Utzinger. Aram kaufte sich das Schlösschen Schapbach bei Freudenstadt, auch Villa Hohenhaus genannt, und betrieb von dort aus einen Kunsthandel.
Nach dem Ersten Weltkrieg wurde Aram Ziel rechtsradikaler Verfolgungen, nachdem die sogenannte Schefflenzer Waffenschiebung bekanntgeworden war. Um 1930 ging er in die USA. Er lebte später in Detroit und New York und betrieb die Siegfried Aram Gallery. Es wird ihm ein „taste for partying and women“ nachgesagt.
Warren Chase Merritt schuf ein Porträt Arams.

## Familie
In einer Korrespondenz mit Hans Franke berichtete Aram ausgiebig über seine Familie: Besonders beeinflusst hätten ihn seine kunstsinnigen Großeltern Grünwald, die, aus Cincinnati nach Heilbronn übergesiedelt, ihm schon vor Beginn der Schulzeit die englische Sprache beigebracht und eine große, mehrsprachige Bibliothek sowie eine reichhaltige Silbersammlung besessen hätten. 
Seine Mutter Thekla sei sowohl in der bildenden Kunst als auch in der Musik sehr bewandert gewesen und habe Musikabende und Hauskonzerte veranstaltet, bei denen auch Berühmtheiten wie Pablo de Sarasate aufgetreten seien. Hans Knothe habe seinen Vater inspiriert, zur Laute zu singen. Sigmund Abraham habe jedoch auch Kunstwerke gesammelt, wofür die drei Stockwerke im „Hufeisenhaus“ Kaiserstraße 21, in denen die Familie gelebt habe, viel Raum geboten hätten. Aram nennt Namen wie Maurice Utrillo und Hans Thoma und meint, es sei für seinen Vater wohl „nur ein Spaß“ gewesen, auch abstrakte Bilder von den Künstlern, mit denen sein Sohn befreundet war, wie Baumeister und Schlemmer, in seine Bibliothek zu hängen. Sigmund Aram sei auch ein begeisterter Anhänger Richard Wagners gewesen und habe deswegen seinen eigentlichen Vornamen Seligmann abgetan und den Sohn, trotz des Einspruchs seiner Ehefrau, Siegfried genannt. Nach dem Tod Sigmund Abrahams 1925 habe seine Witwe das Haus in Heilbronn verkauft und sei nach Berlin gezogen.
Auch sein Onkel Heinrich Grünwald, ein Bruder der Mutter, habe ihn stark beeinflusst. Heinrich Grünwald, befreundet mit dem Kunstprofessor Hans Hildebrandt, baute die Silbersammlung seines Vaters aus, sammelte seinerseits vor allem auch Porzellan und mittelalterliche Kunst, war zeitweise in Paris Partner einer Kunstgalerie und gründete schließlich zusammen mit Martin Ehrhardt die Kunst-Galerie Ehrhardt, die in Berlin und Baden-Baden ansässig war. 
Mit Ehrhardt zusammen kaufte Siegfried Aram in den 1920er Jahren das sogenannte Holzenhaus, das Schlösschen Schapbach. Aram gehörte zu den Stiftern des von Bernhard G. Lucki gemalten Kreuzwegs von St. Cyriak in Schapbach.